# Erythroxylum foetidum
Erythroxylum foetidum är en tvåhjärtbladig växtart som beskrevs av T. Plowman. Erythroxylum foetidum ingår i släktet Erythroxylum och familjen Erythroxylaceae. Inga underarter finns listade i Catalogue of Life.